# Izmael Pacheco
Ismael Pacheco Vargas', (nacido el 17 de julio de 1989 en San José, Costa Rica). Es un pianista, compositor y productor costarricense.
Fue el primer pianista concertista costarricense en presentarse en el Musikverein de Viena.

## Vida y estudios
Un problema en sus manos a la edad de 9 años, lo llevó a conocer lo que hoy en día es su mundo: el piano.
Empezó sus estudios pianísticos en el año 1998, en la cátedra de Piano Principal del Instituto Superior de Artes con la profesora Ludmila Melzer y el profesor Aleksandr Skliutovski. Al año siguiente pasó a ser parte del Plan Piloto de la Escuela de Música de la Universidad Nacional (U.N.A), recibiendo clases de piano y composición, luego entró al Plan Intensivo de Entrenamiento Pianístico de la misma universidad.
También recibió cursos de ingeniería de sonido y audio producción digital.
Actualmente se retiró de ambas instituciones, sin embargo a partir del año 2008, el continua sus estudios en la facultad de música de la Universidad de Costa Rica (U.C.R).
Ha recibido clases magistrales con el Dr. Gyorgy Sandor (Juilliard School of Music, Nueva York), el Dr. Stephen Perry (Interlochen Arts Academy, Traverse City, Míchigan), con la Dra. Ana María Trenchi Bottazzi (Pinault International Academy of Piano, Nueva York), el Dr. Bruno Bottazzi (Pinault International Academy of Piano, Nueva York), el Dr. Jacques Sagot (Rice University, Houston, Texas - Pianista Costarricense), el Dr. Robert Roux (Rice University, Houston, Texas), con el Dr. Andrei Pisarev (Conservatorio de Moscú), con el Dr. Arcady Aronov (Manhattan School of Music, Nueva York), con la Dra. Bozena Schmid-Adamczyk (Consevateur adj. Musée F. Chopin - G. Sand.), con la Dra. Edith Fischer y el Dr. Jorge Pepi Alós (Conservatorio de Suiza).

## Recitales fuera y dentro del país
Durante su carrera pianística, ha tocado en diversos conciertos, recitales y presentaciones especiales, en todas las salas principales de Costa Rica, como el Salón Dorado, el Teatro Mélico Salazar, en el Auditorio Nacional y en el Teatro Nacional. Además ha tocado en el prestigioso Carnegie Hall, en Nueva York, en el Auditorio Blas Galindo en México D. F., en La Fortaleza en Puerto Rico.
Fue participante del Primer Festival Nacional de la Música Clásica (San José, 1999).
En el año 2004, tocó en el prestigioso Carnegie Hall de la ciudad de Nueva York (EE. UU.).
También ese mismo 2004, se presentó a tocar en Ciudad de Guatemala, auspiciado por las Embajadas de Guatemala, Costa Rica y la Universidad Nacional.
A finales de ese mismo año, tocó en Puerto Rico, donde realizó un concierto en el Salón de los Espejos en La Fortaleza, debido a una invitación oficial del gobierno de ese país.
En el año 2008 fue invitado por las Embajadas Centroamericanas y el Gobierno de Perú para realizar un recital en el Auditorio de la Municipalidad de San Isidro (Lima).
También realizó otro recital en el marco del Festival Internacional de Coros realizado por la Universidad Ricardo Palma en el auditorio Cori Wasi en Lima, Perú.
Al año siguiente, en el 2009 tuvo la oportunidad de ser invitado por segunda ocasión por parte de la Universidad Ricardo Palma en Perú, con motivo de la realización del 1.er Festival Internacional de Piano.
A principios del año 2010, se presenta nuevamente como invitado de la Universidad Ricardo Palma de Perú, debido a sus destacadas presentaciones anteriormente en dicho país, esta vez por la realización del 2.º Festival Internacional de Piano de Perú, en el marco de las celebraciones internacionales por el 200° Aniversario del Nacimiento de Frédéric Chopin.

## Debut con la orquesta
En el año 2000, tocó como solista con la Orquesta Sinfónica Juvenil de Costa Rica, en diferentes presentaciones, bajo la dirección del Maestro Marvin Araya, e inclusive en una presentación especial en honor del presidente del gobierno de España, José María Aznar, en el Teatro Nacional.
Con tan solo doce años de edad,en el año 2001, fue contratado para tocar como solista, en el XII Concierto de la Temporada Oficial de la Orquesta Sinfónica Nacional, por lo cual tocó el concierto para piano y orquesta N.º 5 de L. van Beethoven, bajo la dirección del maestro Irwin Hoffman.
Tocó como solista en el año 2004, con la Orquesta Sinfónica Juvenil de Costa Rica en el concierto organizado por la Unión Europea, donde interpretó el concierto para piano y orquesta N.º 2 de Frédéric Chopin, bajo la dirección del maestro Marvin Araya.

## Concursos y logros
Fue ganador del concurso internacional de admisión del campamento de verano de Interlochen Arts Academy, Míchigan (EE. UU.).
Ganador del concurso de Beca Taller del Ministerio de Cultura Juventud y Deportes de Costa Rica del año 2001, en el área de Música.
Ganó el primer premio del Concurso de Piano, de The Pinault School of Music en el año 2001 (EE. UU.), y como ganador de este tocó en junio de ese año, en el Carnegie Hall en la ciudad de Nueva York.
Ganó el Concurso Nacional Jóvenes Solistas del año 2001 y como ganador, tocó con la Orquesta Sinfónica Nacional, bajo la dirección del Maestro Irwin Hoffman.
A finales del año 2002, viajó a Washington (EE. UU.), donde audicionó bajo la supervisión de la Princesa Cecilia de Medici y fue admitido de inmediato, en el prestigioso Conservatorio Peabody de la Universidad Johns Hopkins.
En el año 2003 ganó la Mención Honorífica con el Reconocimiento Especial del Jurado de The Sixth Biennal Piano Competition International, de the Pinault Musical Society.
En el año 2005 fue admitido en la Escuela de Música Atempo en Barcelona España para continuar sus estudios superiores de piano.

## Experiencia en Viena
En el año 2007 viajó a Austria donde realizó diferentes conciertos, uno en la sede de las Naciones Unidas en Viena, otro en la BeethovenSaal auspiciado por el Gobierno de Austria y la Alcaldía de Viena, y por último en la prestigiosa Sala de Conciertos Musikverein.

## Incursión en la composición
A finales de septiembre del año 2008, Ismael aportó su propia versión del sencillo All We Need is Love creada por la Fundación Making Music History, la cual es auspiciada por el programa de la BBC Children in Need, para apoyar a los niños en diversos programas benéficos.
También a principios de octubre del mismo año, fue admitido como socio de ACAM (Asociación de Compositores y Autores Musicales) acreditándolo como compositor. Y en dicha organización, Ismael tiene registradas algunas composiciones de su autoría.
Aparte, buscando un nuevo horizonte, con el objetivo principal de crear obras mezclando géneros clásicos/sinfónicos & progresivos, a principios del año 2009, Ismael incursiona como compositor de rock progresivo, cambiando su nombre artístico simplemente a "Izmael" y debutando así con tres obras que formaran parte del álbum "Kronos", entre ellas, "The Shadows of the Time", "Awen" y "Kosmos", la cual combina elementos de Rock Sinfónico/Progresivo.
Entre sus principales influencias destacan; Jordan Rudess, Rick Wakeman, Derek Sherinian, Oscar Peterson, Dream Theater, Emerson, Lake & Palmer, Led Zeppelin, Jimi Hendrix, John Petrucci, Joe Satriani, Steve Vai, Yes, The Dixie Dregs, entre otros...